# Hrabstwo Pushmataha
Pushmataha – hrabstwo w stanie Oklahoma w USA. Populacja liczy 11 667 mieszkańców (stan według spisu z 2000 roku).

## Miasta
- Antlers
- Albion
- Clayton
- Rattan
- Tuskahoma (CDP)